# مزققة بيضاء ناصعة
مزققة بيضاء ناصعة (الاسم العلمي:Ascobolus niveus) هي نوع من الفطريات تتبع جنس المزققة من الفصيلة المزققية.